# Kapiro
Kapiro é um lugar no Distrito do Extremo Norte de Northland, Nova Zelândia. A State Highway 10 passa pela Cidade do Cabo. Waipapa fica a 2,7 quilômetros ao sul e Kaeo fica a 19 quilômetros a noroeste por estrada.

## História
O bloco Kapiro foi designado como reserva de goma Kauri após 1898 para restringir a colheita de resina. A goma foi esgotada em 1919, e sugestões foram feitas para usar a terra para assentamento de soldados que retornavam da Primeira Guerra Mundial, ou plantar árvores nela. A terra estava coberta com uma erva daninha nociva, hakea.
Uma fazenda experimental foi estabelecida no final da década de 1920. Isso não foi promissor no início, mas em meados da década de 1940 o experimento foi muito mais bem sucedido. Kapiro tornou-se uma rica área leiteira.
Um vinhedo foi estabelecido a partir de 2007.